# 中国石油化工总公司
中国石油化工总公司，成立于1983年7月7日，为中华人民共和国以油气为原料的炼油、石油化工、化学纤维、化肥等企业，实行集中领导，统等规划、统一管理、联合经营的总公司。1998年改组为中国石油化工集团公司。
七十年代，随着辽河油田、胜利油田、吉林油田的开发投产，中国的石油产量实现了自给有余，并对日本出口。以石油、天然气为原料的炼油工业隶属于中华人民共和国石油工业部，化纤工业、化肥工业隶属于化学工业部，部分化纤厂隶属于纺织工业部。七十年代末、八十年代初，中国石油产量徘徊于一亿吨，停止了此前20年高速增产的势头；如何利用好这一亿吨的资源，成了国家的重大战略问题；石油部的一些石化领域专家、领导主张把国务院各部委的石化企业合并在一起，实行总公司领导下的联营生产。1981年9月，国家计委批准将原来分属于石油行业、化工行业、纺织行业、电力行业和上海市的的8家企业联营，组成上海高桥石化公司，即原来出资方保持所有权，实现统一经营管理；同月，国务院决定成立石油炼制、石油化工、化纤综合利用规划小组，由国务院副总理康世恩任组长，研究全国范围内该领域管理体制改革的方案。
1983年2月，中共中央、国务院批准成立中国石油化工总公司。经过半年的筹备，1983年7月7日，中国石油化工总公司正式成立。
1998年3月，撤销中国石油化工总公司，成立中国石油化工集团公司。

## 历任总经理：
陈锦华：1983年7月-1990年8月  

盛华仁：1990年8月-1998年3月